# Pleasantville (Iowa)
Pleasantville is een plaats (city) in de Amerikaanse staat Iowa, en valt bestuurlijk gezien onder Marion County.

## Demografie
Bij de volkstelling in 2000 werd het aantal inwoners vastgesteld op 1539. In 2006 is het aantal inwoners door het United States Census Bureau geschat op 1613, een stijging van 74 (4,8%).

## Geografie
Volgens het United States Census Bureau beslaat de plaats een oppervlakte van 3,0 km², geheel bestaande uit land. Pleasantville ligt op ongeveer 229 m boven zeeniveau.

## Plaatsen in de nabije omgeving
De onderstaande figuur toont nabijgelegen plaatsen in een straal van 16 km rond Pleasantville.